# Montescheno
Montescheno é uma comuna italiana da região do Piemonte, província do Verbano Cusio Ossola, com cerca de 441 habitantes. Estende-se por uma área de 22 km², tendo uma densidade populacional de 20 hab/km². Faz fronteira com Antrona Schieranco, Bognanco, Domodossola, Seppiana, Viganella, Villadossola.

## Demografia
| Variação demográfica do município entre 1861 e 2011                               |
|                                                                                   |
| Fonte: Istituto Nazionale di Statistica (ISTAT) - Elaboração gráfica da Wikipedia |